# Myoelektrik
Myoelektrik (gr. mỹs (Genitiv: myós) für Präfix Muskel) ist die Fachbezeichnung für die infolge komplizierter biochemischer Prozesse in den Muskelzellen erzeugte elektrische Spannung im Mikrovoltbereich, welche bei Prothesen nach (Teil-)Amputationen von Extremitäten zum Einsatz kommt.

## Technische Funktion
Die myoelektrische, das heißt durch Muskelkontraktion in Bewegung gesetzte, batteriebetriebene Prothese wird über das mit Oberflächenelektrode abgeleitete Elektromyogramm (EMG) gesteuert. Die erfassten Signale werden gleichgerichtet und in Steuersignale für die Motoren der Prothese gewandelt. Dabei wird die Proportionalität zwischen Muskelkraft und erfassbarem Myogramm ausgenutzt. Die Muskelkraft steigt weitestgehend proportional mit der Anzahl der aktivierten Muskelfasern. Die Effektivität der myoelektrischen Prothese wird jedoch durch die sequentielle Ansteuerung, die Anzahl der verfügbaren Steuersignale und die nach der Amputation verbliebenen Fähigkeiten, unterschiedliche Muskelgruppen gezielt und unabhängig voneinander anzuspannen, beeinflusst.
Diese ist auf der Hautoberfläche des Menschen mittels empfindlicher Elektroden messbar und beispielsweise zur Steuerung von Prothesen nutzbar.

## Außenwirkung
Der erste kommerzielle myoelektrische Arm wurde 1964 vom Zentralen Prothesen Forschungsinstitut der UdSSR entwickelt und vertrieben von der Hangar Limb Factory im UK. Es wurde in Frank Elstners Die große Show der Naturwunder vorgestellt.